# FERT

意大利王国小国徽，可见其中的圣天使领报勋章颈饰有“FERT”四个字母的艺术形字体

FERT，是萨伏依王朝使用的格言，亦是萨丁尼亚王国和意大利王国的国家格言，在维托里奥·阿梅迪奥二世（1666–1732）统治时期启用。FERT的真实意义不明，但是有多种解释，下面是其中的四个：
- “契约与宗教把我们联系在一起”（拉丁语：Foedere et Religione Tenemur）

- “他的力量征服罗得岛”（Fortitudo Eius Rhodum Tenuit），或指1310年阿梅迪奥五世围攻罗得岛

- “他的勇敢保卫了共和”（Fortitudo Eius Republicam Tenet）

- “信仰是我们王国的守护者”（Fides Est Regni Tutela）

该格言有时会连续出现三次，即FERT, FERT, FERT，三者的意思不同。